# ليتون بروكس
ليتون بروكس لاعب كرة قدم اسكتلندي يلعب مع نادي ملبورن فيكتوري.